# Matala Tuorkottaja
Matala Tuorkottaja är en sjö i kommunen Enontekis i landskapet Lappland i Finland. Arean är 37 hektar och strandlinjen är 3,53 kilometer lång. Sjön  ingår i Torne älvs huvudavrinningsområde.   Den ligger omkring 250 kilometer norr om Rovaniemi och omkring 940 kilometer norr om Helsingfors. 
Söder om Matala Tuorkottaja ligger Näkkälävaara. 